# Ибиуна
Ибиуна (порт. Ibiúna)  —  муниципалитет в Бразилии, входит в штат Сан-Паулу. Составная часть мезорегиона Макрорегион агломерации Сан-Паулу. Входит в экономико-статистический  микрорегион Пьедади. Население составляет 75 616 человек на 2006 год. Занимает площадь 1 059,689 км². Плотность населения — 71,4 чел./км².
Праздник города —  24 марта.

## История
Город основан 24 марта 1857 года.

## Статистика
- Валовой внутренний продукт на 2003 составляет 461.870.478,00 реалов (данные: Бразильский институт географии и статистики).
- Валовой внутренний продукт на душу населения на 2003 составляет 6.554,61 реалов (данные: Бразильский институт географии и статистики).
- Индекс развития человеческого потенциала на 2000 составляет 0,746 (данные: Программа развития ООН).

## География
Климат местности: субтропический. В соответствии с классификацией Кёппена, климат относится к категории Cfa.